# Žatec (stacja kolejowa)
Žatec – stacja kolejowa w miejscowości Žatec, w kraju usteckim, w Czechach. Jest ważnym węzłem kolejowym. Znajduje się na wysokości 210 m n.p.m.
Jest zarządzana przez Správę železnic. Na stacji znajdują się kasy biletowe, na których istnieje możliwość zakupu biletów na wszystkie pociągi w tym międzynarodowe oraz rezerwacji miejsc.

## Linie kolejowe
- 123 Most - Žatec západ
- 124 Lužná u Rakovníka - Žatec - Chomutov
- 160 Plzeň - Žatec